# Iivo Niskanen
Iivo Niskanen (Oulu, 12 gennaio 1992) è un fondista finlandese, campione olimpico nella sprint a squadre a Soči 2014, nella 50 km a Pyeongchang 2018 e nella 15 km a Pechino 2022, nonché campione del mondo nella 15 km a Lahti 2017.

## Biografia
Specialista delle gare di distanza in tecnica classica e fratello di Kerttu, a sua volta fondista di alto livello, in Coppa del Mondo ha esordito il 7 marzo 2010 a Lahti (11°) ed ha ottenuto la prima vittoria, nonché primo podio, il 30 novembre 2014 a Kuusamo. Ha esordito ai Giochi olimpici invernali a Soči 2014 (4º nella 15 km, 10º nella 50 km, 25º nello skiathlon, 1º nella sprint a squadre, 6º nella staffetta) e ai Campionati mondiali a Falun 2015, dove si è classificato 26º nello skiathlon e 8º nella staffetta.
Due anni dopo, ai Mondiali di Lahti 2017, ha vinto la medaglia d'oro nella 15 km, quella di bronzo nella sprint a squadre e si è classificato 5º nella staffetta. Ai XXIII Giochi olimpici invernali di Pyeongchang 2018 ha vinto la medaglia d'oro nella 50 km, classificandosi inoltre 14º nella sprint, 19º nello skiathlon e 4° nella staffetta; ai successivi Mondiali di Seefeld in Tirol 2019 ha vinto la medaglia di bronzo nella 15 km ed è stato 4º nello skiathlon, 7º nella sprint a squadre e 4º nella staffetta, mentre a quelli di Oberstdorf 2021 si è classificato 18º nella 15 km, 6º nella 50 km, 13º nello skiathlon e 6º nella staffetta.
Ai XXIV Giochi olimpici invernali di Pechino 2022 ha vinto la medaglia d'oro nella 15 km, quella d'argento nella sprint a squadre, quella di bronzo nello skiathlon e si è piazzato 6º nella staffetta; in quella stessa stagione 2021-2022 si è aggiudicato la Coppa del Mondo di distanza. Ai Mondiali di Planica 2023 ha vinto la medaglia d'argento nella staffetta ed è stato 6º nella 50 km e 13º nello skiathlon.

## Palmarès

### Olimpiadi
- 5 medaglie:
  - 3 ori (sprint a squadre a Soči 2014; 50 km a Pyeongchang 2018; 15 km a Pechino 2022)
  - 1 argento (sprint a squadre a Pechino 2022)
  - 1 bronzo (skiathlon a Pechino 2022)

### Mondiali
- 4 medaglie:
  - 1 oro (15 km a Lahti 2017)
  - 1 argento (staffetta a Planica 2023)
  - 2 bronzi (sprint a squadre a Lahti 2017; 15 km a Seefeld in Tirol 2019)

### Mondiali under 23
- 1 medaglia:
  - 1 oro (15 km a Val di Fiemme 2014)

### Mondiali juniores
- 1 medaglia:
  - 1 bronzo (staffetta 4x5 km a Otepää 2011)

### Coppa del Mondo
- Miglior piazzamento in classifica generale: 3º nel 2022
- Vincitore della Coppa del Mondo di distanza nel 2022
- 24 podi (21 individuali, 4 a squadre):
  - 8 vittorie (individuali)
  - 12 secondi posti (10 individuali, 2 a squadre)
  - 5 terzi posti (3 individuali, 2 a squadre)

#### Coppa del Mondo - vittorie
| Data             | Località | Nazione   | Disciplina |
| ---------------- | -------- | --------- | ---------- |
| 30 novembre 2014 | Kuusamo  | Finlandia | 15 km TC   |
| 27 novembre 2016 | Kuusamo  | Finlandia | 15 km TC   |
| 20 gennaio 2019  | Otepää   | Estonia   | 15 km TC   |
| 29 febbraio 2020 | Lahti    | Finlandia | 15 km TC   |
| 27 novembre 2021 | Kuusamo  | Finlandia | 15 km TC   |
| 27 febbraio 2022 | Lahti    | Finlandia | 15 km TC   |
| 29 novembre 2024 | Kuusamo  | Finlandia | 10 km TC   |
| 15 febbraio 2025 | Falun    | Svezia    | 10 km TC   |

Legenda:

TC = tecnica classica

#### Coppa del Mondo - competizioni intermedie
- 6 podi di tappa:
  - 2 vittorie
  - 2 secondi posti
  - 2 terzi posti

##### Coppa del Mondo - vittorie di tappa
| Data             | Località    | Nazione   | Competizione | Spec.    |
| ---------------- | ----------- | --------- | ------------ | -------- |
| 30 novembre 2019 | Kuusamo     | Finlandia | Ruka Triple  | 15 km TC |
| 29 dicembre 2021 | Lenzerheide | Svizzera  | Tour de Ski  | 15 km TC |

Legenda:

TC = tecnica classica